# Atractotomus schwartzi
Atractotomus schwartzi är en insektsart som beskrevs av Stonedahl 1990. Atractotomus schwartzi ingår i släktet Atractotomus och familjen ängsskinnbaggar. Inga underarter finns listade i Catalogue of Life.